# René Adriaenssens
René Adriaenssens (Stabroek, 13 maart 1921 - Gent, 27 december 1995) was een Belgisch wielrenner.
Zijn amateur-tijd viel samen met de beginjaren van de Tweede Wereldoorlog. Hij was professional van 1942 tot 1955 en hij combineerde zijn loopbaan op de weg met vele successen op de baan. Zijn eerste grote succes als professional was in 1943 toen hij samen met Rik Van Steenbergen Nationaal Kampioen Interclubs van België werd. Zijn specialiteit op de baan was de individuele achtervolging. Op dit onderdeel werd hij drie maal Nationaal kampioen in 1945, 1946 en 1947.
In de laatste jaren van zijn profloopbaan was hij ook succesvol als zesdaagsenwielrenner. Hij nam in totaal deel aan 33 zesdaagsen en wist er hiervan 5 als overwinnaar af te sluiten, waarvan 4 met zijn landgenoot Albert Bruylandt.

## Belangrijkste resultaten
1942
- 4e - Waalse Pijl

1943
- 1e - Nationaal kampioenschap Interclubs (met Rik van Steenbergen)
- 9e - Parijs-Roubaix

1944
- 2e - Nationaal Kampioenschap, Baan, Achtervolging

1945
- 1e - Nationaal Kampioenschap, Baan, Achtervolging
- 3e - Omloop van Oost-Vlaanderen

1946
- 1e - Nationaal Kampioenschap, Baan, Achtervolging

1947
- 1e - Nationaal Kampioenschap, Baan, Achtervolging

1948
- 1e - Zesdaagse van Antwerpen met Albert Bruylandt
- 2e - Zesdaagse van Gent
- 2e - Nationaal Kampioenschap, Baan, Achtervolging
- 3e - Zesdaagse van Parijs

1949
- 2e - Nationaal Kampioenschap, Baan, Achtervolging
- 2e - Zesdaagse van Parijs

1950
- 1e - Zesdaagse van München met Robert Naeye
- 9e - Parijs-Brussel
- 1e - GP Dr. Eugeen Roggeman - Stekene

1951
- 1e - Zesdaagse van Gent met Albert Bruylandt
- 1e - Zesdaagse van Londen met Albert Bruylandt
- 1e - Zesdaagse van Parijs met Albert Bruylandt
- 2e - Zesdaagse van Antwerpen met Albert Bruylandt

1954
- 5e - Dwars door België

## Resultaten in voornaamste wedstrijden
| Jaar | Ronde van Vlaanderen | Parijs-Roubaix | Waalse Pijl |
| ---- | -------------------- | -------------- | ----------- |
| 1941 | 22e                  |                |             |
| 1942 |                      |                | 4e          |
| 1943 |                      | 9e             |             |

## Ploegen
- 1942-Helyett-Hutchinson (vanaf 07/03)
- 1943-Helyett-Hutchinson
- 1944-Lucien Michard-Hutchinson
- 1946-Bertin-Carpriaux Sport-Wolber
- 1947-Erka
- 1947-Bertin & Erka
- 1947-Bertin-Wolber
- 1948-Bertin-Wolber
- 1950-Dossche Sport
- 1950-Delangle-Wolber
- 1951-Dossche Sport
- 1952-Dossche Sport
- 1953-Dossche Sport
- 1954-Dossche Sport
- 1954-Plume-Vainqueur
- 1955-Plume-Vainqueur